# Navette (tissage)
Pour les articles homonymes, voir Navette.

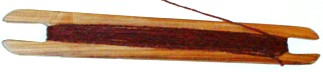
Navette primitive, réalisée au moyen de deux encoches aux extrémités d'une longue pièce de bois

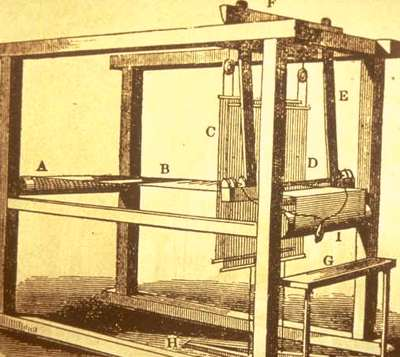
La navette volante de John Kay dans un métier à tisser (1733)

Une navette est un élément de métier à tisser qui est lancé ou glissé entre les fils de chaîne (espace appelé pas ou foulée) afin d'y passer le fil de trame pour réaliser le tissage. Les navettes étaient souvent fabriquées à partir de bois de cornouiller sanguin, très dur et de finition très douce.

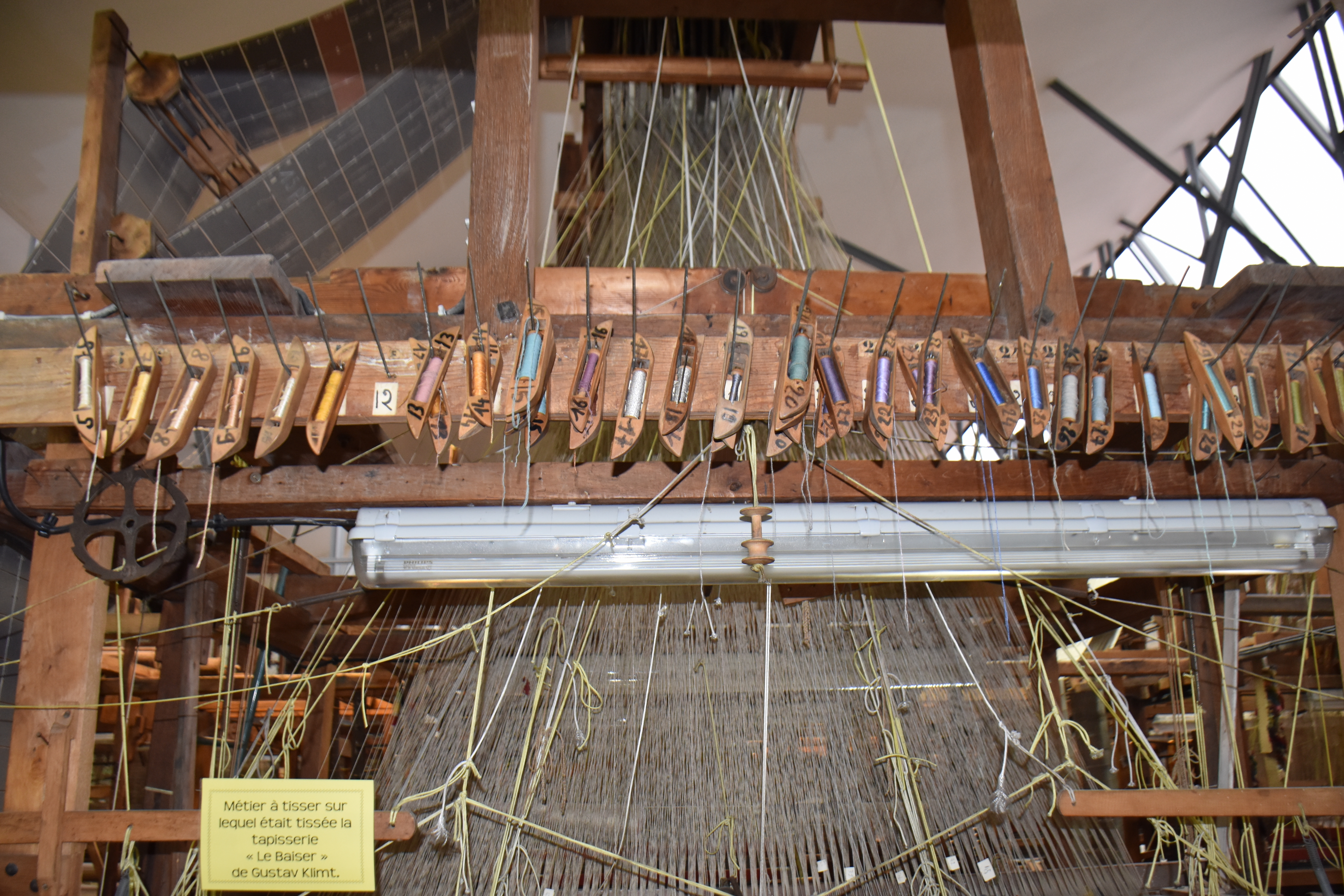
Navettes de Métier Jacquard

Cet exemple de navette peut aussi servir sur d'autres métier à tisser.

Ce terme de navette a été repris, sur les premières machines à coudre, pour désigner un emballage métallique destiné à recevoir la bobine de fil à coudre, avant leur remplacement par la canette.

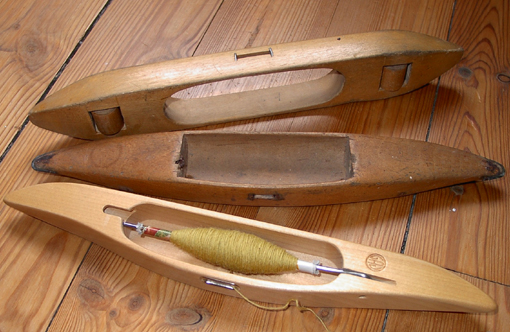
Navette et canette

## Types
- Pour un métier à tisser à tension ou à « poids », la navette peut être simplement une planchette de bois sur laquelle est enroulé le fil.
- La navette la plus simple est faite avec une planchette de bois dont les encoches à chaque extrémité permettent d’enrouler le fil. Manœuvrée à la main, sa largeur est de quelques centimètres et sa longueur est fonction de la largeur du tissu à obtenir (largeur de la chaîne).
- La navette pour tapisserie sur un métier à tisser horizontal est un cylindre de bois tourné avec un trou aux extrémités pour son montage sur la bobineuse.
- Les broches sont des navettes pour tapisserie sur métier à tisser vertical, construite en bois tourné, ont à une extrémité une pointe et à l’autre un renflement en forme de boule pour empêcher le fil de glisser.
- La "flûte" est le nom que l'on donne à la navette que l'on utilise en basse lisse (métier horizontal).
- La navette pour métier artisanal est constituée par un bloc de bois, long de 20-30 centimètres, aux extrémités pointues et un évidemment central contenant la canette (textile) ou busette, bobine de fil de trame. Durant la course la canette déroule le fil devant le peigne.
- La navette volante ou navette lancée, également munie de canette ou de busette, est une navette pour métier pourvu d’un système de relance ; celle-ci est aérodynamique et d’un certain poids avec les pointes revêtues de métal pour résister aux chocs donnés par le « marteau ».
- Pour les machines à coudre, la navette -parfois abusivement appelée porte-canette- pouvait être de type 'bateau', 'obus' (ou 'sabot'), 'droite', 'vibrante', 'oscillante', ou 'rotative'Navette obus de machine à coudre Elias Howe avec sa fusette insérée

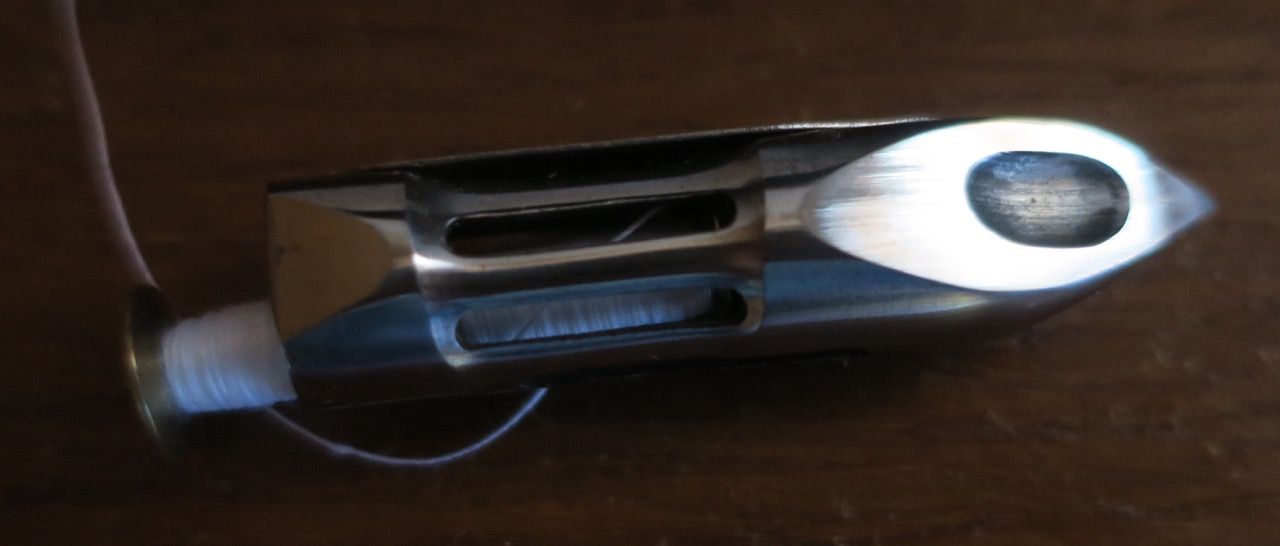
Navette obus de machine à coudre Elias Howe avec sa fusette insérée

Aujourd’hui les métiers industriels les plus récents n'ont plus de navette, qui ont été remplacées par des pinces ou un système de prise de fil de trame à air comprimé.